# Морикотти Приньяни, Франческо
Франческо Морикотти Приньяни (итал. Francesco Moricotti Prignani; неизвестно, Викопизано, Пизанская республика — 6 февраля 1394, Ассизи, Папская область) — итальянский куриальный кардинал. Архиепископ Пизы с 16 мая 1362 по 18 сентября 1378. Декан Священной Коллегии Кардиналов с 1381 по 6 февраля 1394. Вице-канцлер Святой Римской церкви с 22 октября 1385 по 6 февраля 1394. Кардинал-священник с 18 сентября 1378, с титулом церкви Сант-Эузебио после 24 ноября 1378 по июль 1380. Кардинал-епископ Палестрины с июля 1380 по 6 февраля 1394.

## Ранние годы
Родился Франческо Морикотти Приньяни в первой половине XIV века, в Викопизано, архиепархия Пизы. Племянник Папы Урбана VI. Его также называли Франческо Приньяно и Франческо Морикотти да Вико. Его имя также упоминается как Франческо ди сер Пуччо ди Вико Пизано. Его фамилия также упоминается как Пуччи. Его называли кардиналом Пизанским.
Франческо Морикотти Приньяни впервые документально зафиксирован как каноник соборного капитула Пизы 3 сентября 1352 года и ещё раз 8 февраля 1355 года. Позднее он был примицерием капитула.  

## Епископ
16 мая 1362 года Франческо Морикотти Приньяни был избран архиепископом Пизы, ушёл в отставку с поста, когда его повысили до кардинала. Где, когда и кем был рукоположен в епископы информация была не найдена. 

## Кардинал
Возведён в кардинала-священника на консистории от 18 сентября 1378 года, получил титул церкви Сант-Эузебио вскоре после 24 ноября 1378 года.
21 апреля 1380 года назначен губернатором Кампанья. В июле 1380 года кардинал Франческо Морикотти Приньяни был избран для сана кардиналов-епископов и субурбикарной епархии Палестрины. Декан Священной Коллегии кардиналов с 1381 года. Назначен губернатором графства Фонди в 1381 году. 
Он сопровождал Папу в его многочисленных поездках. Регент Апостольской канцелярии с августа 1382 года, назначен вице-канцлером Святой Римской церкви 22 октября 1385 года. 
Участвовал в Конклаве 1389 года, который избрал Папу Бонифация IX.
Скончался кардинал Франческо Морикотти Приньяни 6 февраля 1394 года, в Ассизи. Похоронен в кафедральном соборе Пизы.